# Vermelha (Cadaval)
Vermelha é uma povoação portuguesa sede da Freguesia de Vermelha do Município do Cadaval, freguesia com 11,99 km² de área e 1248 habitantes (censo de 2021), tendo, por isso, uma densidade populacional de 104,1 hab./km².

## Demografia
A população registada nos censos foi:
| Distribuição da População por Grupos Etários | Distribuição da População por Grupos Etários | Distribuição da População por Grupos Etários | Distribuição da População por Grupos Etários | Distribuição da População por Grupos Etários |
| -------------------------------------------- | -------------------------------------------- | -------------------------------------------- | -------------------------------------------- | -------------------------------------------- |
| Ano                                          | 0-14 Anos                                    | 15-24 Anos                                   | 25-64 Anos                                   | > 65 Anos                                    |
| 2001                                         | 199                                          | 160                                          | 722                                          | 309                                          |
| 2011                                         | 179                                          | 118                                          | 650                                          | 341                                          |
| 2021                                         | 170                                          | 116                                          | 594                                          | 368                                          |

## Património
- Igreja do Espírito Santo, com azulejos do século XVII.

## Personalidades
Aqui viveu a escritora Fernanda Botelho (1926-2007), numa casa que foi transformada em Casa-Museu Fernanda Botelho.